# Hieronymus Bauhin

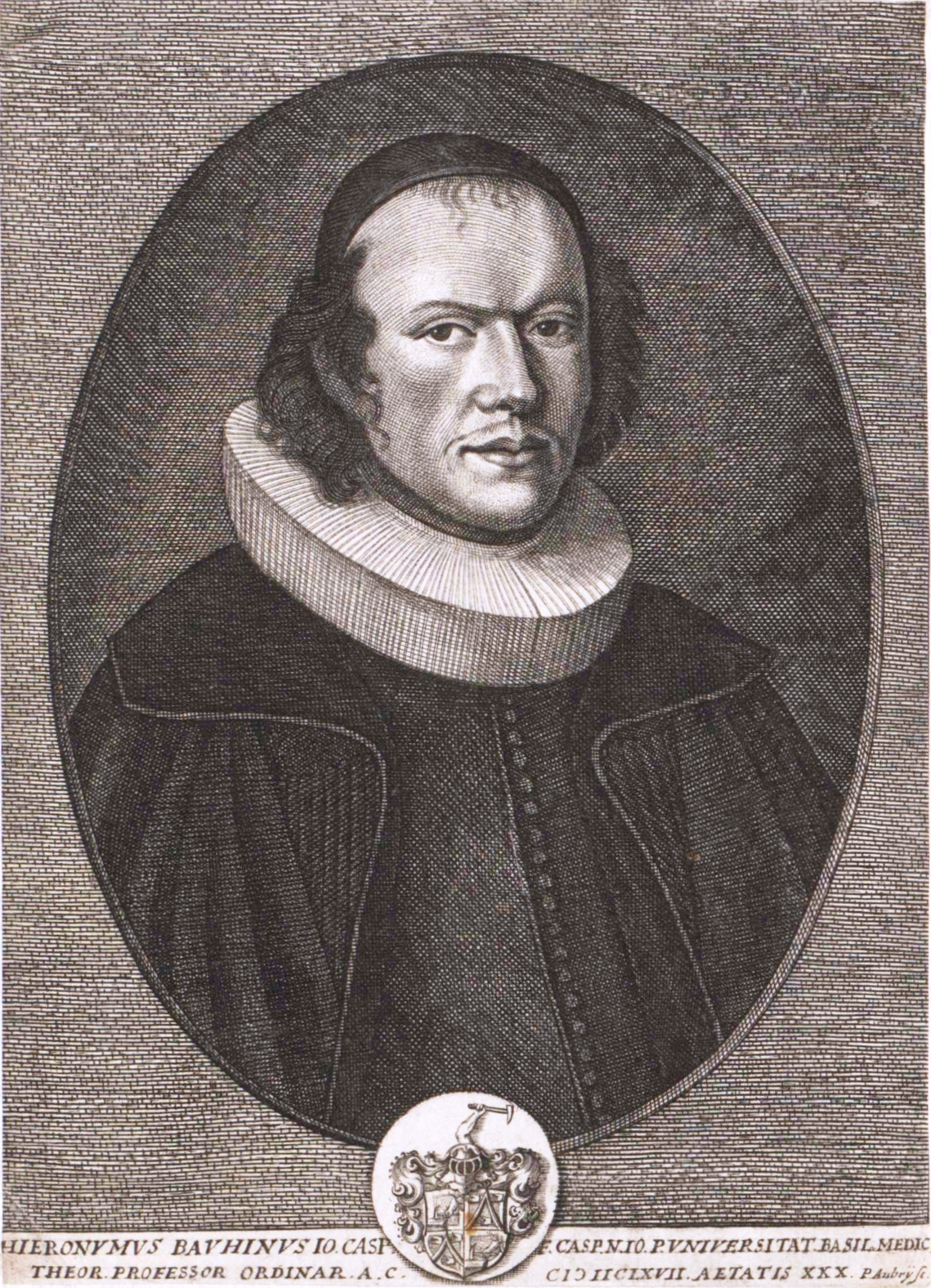
Hieronymus Bauhinus, Stich von Pierre Aubry

Hieronymus Bauhin (* 26. Februar 1637 in Basel; † 23. Januar 1667 ebenda) war ein Schweizer Arzt aus der Medizinerfamilie Bauhin.

## Leben
Der Sohn von Johann Caspar Bauhin und der Barbara Bitot († 1646) nahm nach entsprechender Vorbildung 1650 ein Studium an der Universität Basel auf. Zunächst absolvierte er ein Philosophisches Studium und erwarb sich 1653 den akademischen Grad eines Magisters der Philosophie. Dem Beispiel seiner Vorfahren folgend absolvierte er im Anschluss ein medizinisches Studium, wobei er am 3. August 1658 zum Doktor der Medizin promovierte. Anschließend unternahm er eine Bildungsreise an die Universitäten Italiens und Frankreichs.
In seine Heimat zurückgekehrt führte er 1659 die Sezierarbeiten seines Vaters zu Ende und wurde am 31. August 1660 zum Professor für Anatomie und Botanik berufen. 1664 gab er eine überarbeitete Ausgabe des Kräuterbuch von Jacobus Tabernaemontanus heraus. Im selben Jahr wurde er zum Professor der theoretischen Medizin in Basel berufen und übernahm damit die Vorlesungen seines Vaters.
Aus seiner 1664 geschlossenen Ehe gingen zwei Söhne hervor, der Arzt Johann Caspar Bauhin (1665–1705) und der Jurist Johann Ludwig Bauhin (1666–1735).